# Erbij
Erbij je kemični element s simbolom Er in atomskim številom 68. V umetno izoliranem naravnem erbiju je srebrno bela trdna kovina vedno v kemični kombinaciji z drugimi elementi. Gre za lantanid, element redke zemlje; prvotno je element odkrit v rudniku gadolinita v Ytterbyju na Švedskem, po katerem je dobil tudi ime.
Glavne uporabe erbija so na osnovi njegovih rožnato obarvanih ionov Er3+, katerih optične fluorescentne lastnosti so posebno koristne pri nekaterih laserskih aplikacijah. Kot optični ojačevalni medij lahko uporabimo stekla ali kristale, dopirane z erbijem, kjer se ioni Er3+ optično črpajo pri približno 980 ali 1480 nm in nato sevajo pri 1530 nm v stimulirani emisiji. Rezultat tega postopka je nenavadno preprost laserski optični ojačevalnik za signale, ki jih prenašajo optična vlakna. Valovna dolžina 1550 nm je še posebej pomembna za optične komunikacije, saj ima standardni enojni način v optičnih vlaknih pri tej valovni dolžini najmanjše izgube.
Poleg ojačevalnikov za optična vlakna številni izdelki za zdravstvo (npr. dermatologija, zobozdravstvo) temeljijo na emisiji erbijevih ionov pri 2940 m (glej Er:YAG laser ), ki se pri drugi valovna dolžini močno absorbira v vodi v tkivih, zaradi česar  učinkuje le na površini. Tako plitvo prevajanje laserske energije v tkivo je koristno pri laserski kirurgiji in za učinkovito proizvodnjo pare, ki povzroča ablacijo sklenine pri običajnih vrstah laserjev za ozdravstvo .